# Светско првенство у скоковима у воду 2017 — даска 3 м синхронизовано за жене
Такмичење у скоковима у воду за жене у дисциплини даска 3 метра синхронизовано на Светском првенству у скоковима у воду 2017. одржано је 17. јула 2017. године као део програма Светског првенства у воденим спортовима. Такмичења су се одржала у базену Дунав арене у Будимпешти (Мађарска).
Учестовало је укупно 19 парова из исто толико земаља (укупно 38 такмичарки). Титулу светских првака освојио је кинески пар Чанг Јани − Ши Тингмао који је убедљиво тријумфовао са 333,30 бодова, испред канадског пара Џенифер Абел & Мелиса Ситрини-Болије и руске комбинације Надежда Бажина и Кристина Иљиних.

## Освајачи медаља
|                               | Резултат |                                               | Резултат |                                           | Резултат |
|                               |          |                                               |          |                                           |          |
| Кина · Чанг Јани · Ши Тингмао | 333,30   | Канада · Џенифер Абел · Мелиса Ситрини-Болије | 323,43   | Русија · Надежда Бажина · Кристина Иљиних | 312,60   |

## Резултати
Такмичење је одржано 17. јуна, квалификације у подневним часовима (од 10:00), а финале у вечерњем делу програма истог дана од 16:00 часова.
| ПЛ. | Репрезентација   | Скакачи                              | Квалификације | Квалификације | Финале            | Финале            |
| ПЛ. | Репрезентација   | Скакачи                              | Бодови        | Плас.         | Бодови            | Плас.             |
| --- | ---------------- | ------------------------------------ | ------------- | ------------- | ----------------- | ----------------- |
|     | Кина             | Чанг Јани Ши Тингмао                 | 320,40        | 1.            | 333,30            | 1.                |
| 2   | Канада           | Џенифер Абел Мелиса Ситрини-Болије   | 306,60        | 2.            | 323,43            | 2.                |
| 3   | Русија           | Надежда Бажина Кристина Иљиних       | 304,80        | 3.            | 312,60            | 3.                |
| 04. | Aустралија       | Медисон Кини Анабел Смит             | 297,66        | 4.            | 301,23            | 4.                |
| 05. | Велика Британија | Грејс Рид Кетрин Торанс              | 271,20        | 8.            | 294,60            | 5.                |
| 06. | Mалезија         | Нг Јен Ји Нур Дабита Сабри           | 291,54        | 5.            | 288,72            | 6.                |
| 07. | Украјина         | Анастасија Недобига Дијана Шелестјук | 270,57        | 9.            | 280,56            | 7.                |
| 08. | Холандија        | Инге Јансен Дафне Вилс               | 258,30        | 12.           | 280,50            | 8.                |
| 09. | Немачка          | Фридерике Фрејер Тина Пунцел         | 269,10        | 10.           | 279,60            | 9.                |
| 10. | Mексико          | Аранча Чавез Мелани Ернандез         | 274,62        | 7.            | 279,27            | 10.               |
| 11. | Сједињене Државе | Марија Кобурн Елисон Гибсон          | 283,65        | 6.            | 252,42            | 11.               |
| 12. | Бразил           | Луана Лира Тами Такаги               | 265,20        | 11.           | 247,05            | 12.               |
| 13. | Јужна Кореја     | Ким Нами Мун Најун                   | 251,88        | 13.           | Нису се пласирали | Нису се пласирали |
| 14. | Јужна Африка     | Микаела Бутер Никол Џилис            | 249,66        | 14.           | Нису се пласирали | Нису се пласирали |
| 15. | Швајцарска       | Вивијан Барт Жесика Флоријен Фавр    | 243,75        | 15.           | Нису се пласирали | Нису се пласирали |
| 16. | Mакао            | Чој Сут Куан Чој Сут Јан             | 241,92        | 16.           | Нису се пласирали | Нису се пласирали |
| 17. | Мађарска         | Флора Гондош Виле Кормош             | 237,54        | 17.           | Нису се пласирали | Нису се пласирали |
| 18. | Литванија        | Индре Гирдаускајте Женевијев Грин    | 226,53        | 18.           | Нису се пласирали | Нису се пласирали |
| 19. | Нови Зеланд      | Шаје Бодингтон Елизабет Куј          | 218,10        | 19.           | Нису се пласирали | Нису се пласирали |